# Konstal 105Nb/e
Konstal 105Nb/e je čtyřnápravová tramvaj, která byla v roce 1994 vyráběna polskou firmou Konstal v Chořově pro varšavskou tramvajovou síť jako nástupce tramvají 105Ne. Celkem bylo vyrobeno 6 těchto vozů.

## Konstrukce
Tramvaj 105Nb/e vychází z konstrukce typu Konstal 105Ne z let 1993–1994. Jedná se o jednosměrný čtyřnápravový motorový tramvajový vůz se čtyřmi dveřmi a standardní výškou podlahy. Vozy jsou vybaveny elektrickou odporovou výzbrojí. Sedačky pro cestující jsou plastové s textilním potahem. Horní část oken je otevíratelná, výklopná. Kabina řidiče je uzavřená. Jediným rozdílem oproti tramvajím 105Ne je odstranění krytů nad dveřmi.

## Dodávky
| Současný stát | Město   | Článek | Typ     | Roky dodávek | Počet vozů | Evidenční čísla při dodání | Poznámky | Zdroj |
| ------------- | ------- | ------ | ------- | ------------ | ---------- | -------------------------- | -------- | ----- |
| Polsko        | Varšava | článek | 105Nb/e | 1994         | 6          | 1383, 1387–1389, 1391      |          | [ 2 ] |